# Stanisław Kostarski

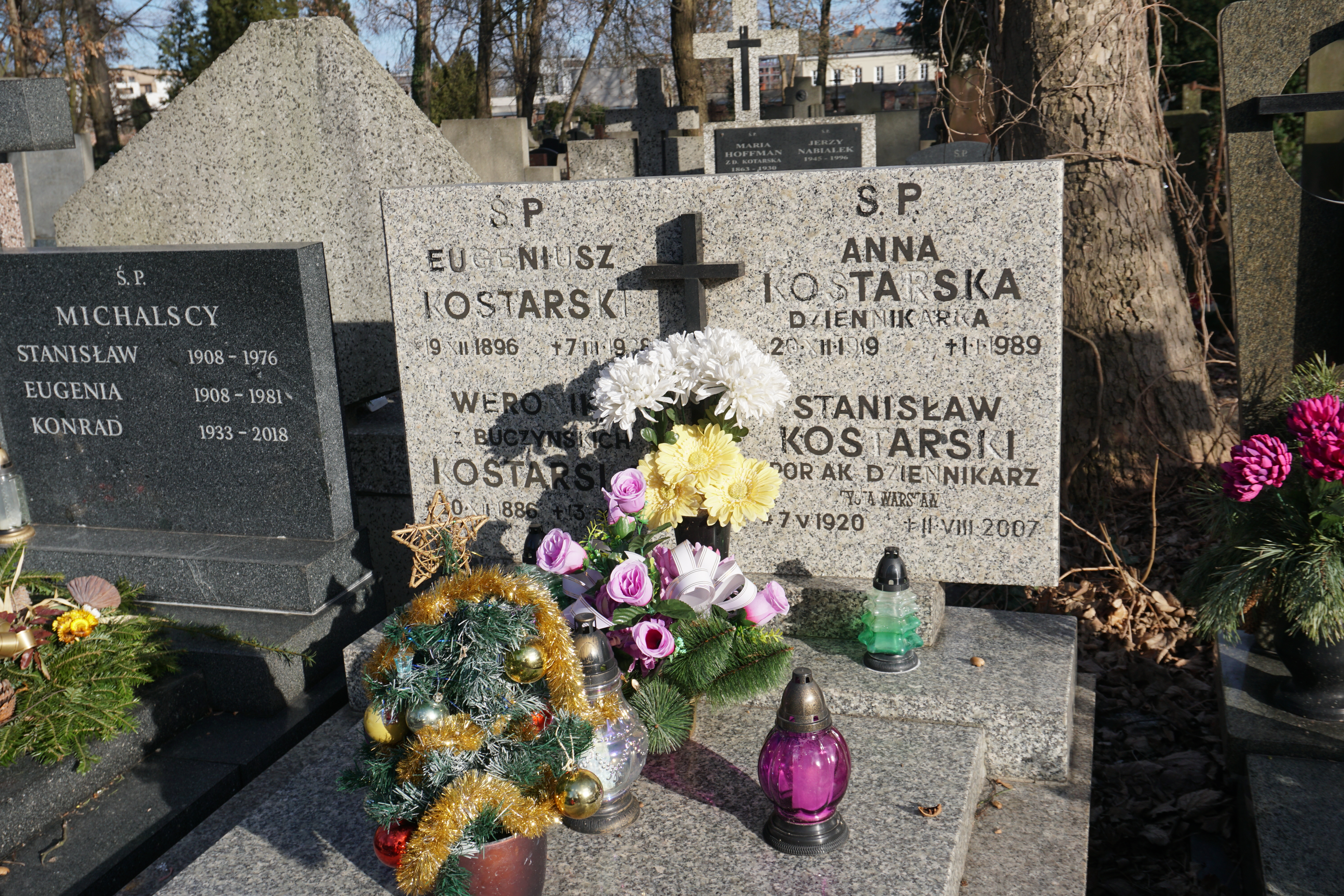
grób Stanisława Kostarskiego na cmentarzu Bródnowskim

Stanisław Kostarski (ur. 1920,  zm. 11 sierpnia 2007) – polski dyplomata, Chargé d’affaires RP w Nankinie, radca prasowy ambasady PRL w Londynie,  wieloletni kierownik działu zagranicznego i korespondent paryski „Życia Warszawy”.

## Życiorys
W czasie II wojny światowej był porucznikiem AK. Uczestniczył w powstaniu warszawskim.
Pochowany na cmentarzu Bródnowskim w Warszawie (kwatera 10B-4-14).

## Odznaczenia
- Krzyż Kawalerski Orderu Odrodzenia Polski
- Krzyż Walecznych
- Krzyż Partyzancki
- Złoty Krzyż Zasługi
- Krzyż Armii Krajowej
- Warszawski Krzyż Powstańczy